# Andrea De Jorio
Andrea De Jorio, né le 16 février 1769 à Procida (Deux-Siciles) et mort le 1er février 1851 à Naples (Deux-Siciles) est un enseignant, archéologue, ethnographe et linguiste napolitain.

## Biographie
De Jorio fut chanoine de la cathédrale de Naples, il écrivit à propos des plus récentes découvertes sur l'antiquité classique près de Naples, comme Pompéi, Herculanum et Cumes. Il est plus connu pour son livre, La mimica degli antichi investigate nel gestire napoletano, publié en 1832 et qui était la première œuvre étudiant la gestuelle napolitaine et qui reste la référence pour les ouvrages du même genre. Le livre rapporte la continuité, des temps classiques jusqu'au présent, en montrant les similarités entre la gestuelle de la Grèce antique, observée sur d'anciens vases grecs, et la gestuelle des Napolitains actuelle. Le volume a été réédité trois fois en Italie et une traduction a été faite en anglais par Adam Kendon. Il n'existe pas de version française.
Au cours de sa vie, il a gagné auprès de la population napolitaine la réputation de jettatore (porteur du mauvais œil). Ainsi, il aurait été la dernière personne à rencontrer le roi des Deux-Siciles Ferdinand Ier ce qui accru encore sa réputation. Son rôle de jettatore est également cité dans Le Corricolo , récit d'Alexandre Dumas sur ses voyages en Italie.